# Lilla Nävsjön
Lilla Nävsjön är en sjö i Alvesta kommun i Småland och ingår i Mörrumsåns huvudavrinningsområde. Sjön har en area på 0,0877 kvadratkilometer och ligger 142,1 meter över havet.

## Delavrinningsområde
Lilla Nävsjön ingår i det delavrinningsområde (627656-142575) som SMHI kallar för Rinner till Utloppet av Åsnen. Medelhöjden är 156 meter över havet och ytan är 42,52 kvadratkilometer. Det finns inga avrinningsområden uppströms utan avrinningsområdet är högsta punkten. Avrinningsområdets utflöde Mörrumsån (Åbyån) mynnar i havet. Avrinningsområdet består mestadels av skog (45 procent). Avrinningsområdet har 150,34 kvadratkilometer vattenytor vilket ger det en sjöprocent på 30,8 procent.